# ビタミンE誘導体
ビタミンE誘導体（ビタミンイーゆうどうたい、英: Vitamin E Derivatives）は、水に不溶なビタミンE（α-トコフェロール）を水溶性にするなどその特性を改良した誘導体である。日本の文献でTPNaと略記される。化粧品に配合する目的で改良されている。よく用いられているものに以下がある。
- α-トコフェリルリン酸ナトリウム[2]

水溶性では、上記のリン酸塩のほかに、酢酸エステルやコハク酸塩がある。こうした水溶性のビタミンEの前駆体は脂溶性のビタミンEへと体内で変換される。
ビタミンEのサプリメントによる大規模試験が期待した結果をもたらさなかったことから研究者の関心を減らしてきたが、ビタミンEのクロマン環が誘導体の合成を促進している重要な構造であり、2位と5位で修飾した化合物では酸化ストレスに関連する基礎研究が、6-置換クロマン抗がん作用のための基礎研究が行われた。